# Viktória Madarász
Viktória Madarász (Budapest, 12 maggio 1985) è una marciatrice ungherese.

## Palmarès
| Anno | Manifestazione    | Sede              | Evento       | Risultato | Prestazione | Note                                             |
| ---- | ----------------- | ----------------- | ------------ | --------- | ----------- | ------------------------------------------------ |
| 2004 | Mondiali juniores | Grosseto          | 3000 m siepi | Batteria  | 11'05"55    |                                                  |
| 2007 | Europei U23       | Debrecen          | Marcia 20 km | 19ª       | 1h44'41"    |                                                  |
| 2011 | Mondiali          | Taegu             | Marcia 20 km | dq        | dq          |                                                  |
| 2012 | Giochi olimpici   | Londra            | Marcia 20 km | 38ª       | 1h34'48"    |                                                  |
| 2013 | Mondiali          | Mosca             | Marcia 20 km | 33ª       | 1h34'10"    | Miglior prestazione personale stagionale         |
| 2014 | Europei           | Zurigo            | Marcia 20 km | 12ª       | 1h30'57"    | Miglior prestazione personale                    |
| 2015 | Mondiali          | Pechino           | Marcia 20 km | 15ª       | 1h32'01"    |                                                  |
| 2016 | Giochi olimpici   | Rio de Janeiro    | Marcia 20 km | 25ª       | 1h33'59"    |                                                  |
| 2017 | Mondiali          | Londra            | Marcia 20 km | 12ª       | 1h30'05"    | Record nazionale · Miglior prestazione personale |
| 2019 | Mondiali          | Doha              | Marcia 20 km | 39ª       | 1h47'38"    |                                                  |
| 2021 | Giochi olimpici   | Tokyo             | Marcia 20 km | dnf       | dnf         |                                                  |
| 2022 | Europei           | Monaco di Baviera | Marcia 35 km | Bronzo    | 2h49'58"    | Miglior prestazione personale                    |
| 2023 | Mondiali          | Budapest          | Marcia 20 km | 34ª       | 1h36'13"    |                                                  |
| 2024 | Europei           | Roma              | Marcia 20 km | 26ª       | 1h37'43"    |                                                  |
| 2024 | Giochi olimpici   | Parigi            | Marcia 20 km | 42ª       | 1h41'21"    |                                                  |